# Enrique Sordo Lamadrid
Enrique Sordo Lamadrid   (Santander, 1923 - Barcelona, 20 de març de 1992) va ser un crític literari, escriptor de llibres de cuina espanyola i un ingent traductor de novel·les al castellà.

## Obra com a traductor
- 1979. La Plaza del diamante de Mercè Rodoreda. Traducció del català: La plaça del Diamant.
- 1979. El Factor humano de Graham Greene. Traducció de l'anglès: The human factor.
- 1979. Las Iluminaciones del hermano Santiago Jean Escola. Traducció del francès.
- 1979. Una vida para dos de Marie Cardinal. Traducció del francès: Une vie pour deux.
- 1980. Luz de agosto de William Faulkner. Traducció de l'anglès: Light in August.
- 1980. La Hora violeta de Montserrat Roig. Traducció del català: L'hora violeta.
- 1982. La Noche del decreto de Michel del Castillo. Traducció del francès: La nuit du décret.
- 1982. Pescador de Islandia de Pierre Loti. Traducció del francès: Pêcheur d'Islande.
- 1983. Mademoiselle de Marsan de Charles Nodier. Traducció del francès: Mademoiselle de Marsan.
- 1983. El Comandante del norte de Jean Lartéguy. Traducció del francès: Le commandant du nord.
- 1983. Trama d'un pasado de Marie Cardinal. Traducció del francès: Le passé empiété.
- 1984. Cuentos de colores de Joles Sennell. Traducció del català: Contes de colors.
- 1984. ¡Adiós, bien viaje! de Marta Balaguer. Traducció del català: Adéu, bon viatge!.
- 1984. La Telaraña de Jaume Cabré. Traducció del català: La teranyina.
- 1985. El Diablo enamorado de Jacques Cazotte. Traducció del francès: Le diable amoreux.
- 1985. El Horóscopo del muerto de Yves Dartois. Traducció del francès: L'horoscope du mort.
- 1985. Mishima, o, La visión del vacío de Marguerite Yourcenar. Traducció del francès: Mishima, ou, La vision du vide.
- 1985. La Mujer pintarrajeada de Françoise Sagan. Traducció del francès: La femme fardée.
- 1986. La Muerte y la primavera de Mercè Rodoreda. Traducció del català: La mort i la primavera.
- 1986. El Vicecónsul de Marguerite Duras. Traducció del francès: Le Vice-consul.
- 1986. El Perdedor gana de Graham Greene. Traducció de l'anglès: Loser takes all.
- 1986. Elogio de la palabra de Joan Maragall. Traducció del català: Elogi de la paraula.
- 1986. La Fiebre del oro de Narcís Oller. Traducció del català: La febre de l'or.
- 1986. Fray Junoy, o, La agonía de los sonidos de Jaume Cabré. Traducció del català: Fra Junoy.
- 1986. El Gran cuaderno d'Agota Kristof. Traducció del francès: Le grand cahier.
- 1987. Los Bandoleros de Sierra Morena de Philippe Dumas. Traducció del francès: Les brigands calabrais.
- 1987. Una Especie de vida de Graham Greene. Traducció de l'anglès: A sort of life.
- 1987. Acto de violencia de Manuel de Pedrolo. Traducció del català: Acte de violència.
- 1988. La felicidad en San Moniato de Jean d'Ormesson. Traducció del francès: Bonheur à San Miniato.
- 1988. Bulevar del esqueleto de Léo Malet. Traducció del francès: Boulevard... ossements.
- 1988. Una Mujer d'Annie Ernaux. Traducció del francès: Femme.
- 1988. Tiempo de cerezas de Montserrat Roig. Traducció del català: El temps de la cireres.
- 1989. La Ópera cotidiana de Montserrat Roig. Traducció del català: L'Òpera quotidiana.
- 1989. Casanova, o, La incapacidad de perversión de Néstor Luján. Traducció del català: Casanova, o, La incapacitat de perversió.
- 1989. Daddy de Loup Durand. Traducció del francès: Daddy.
- 1989. Los Herederos de los siete reinos de Ya Ding. Traducció del francès: Les héritiers des sept royaumes.
- 1990. La acompañante de Nina Berberova. Traducció del francès: L'Accompagnatrice.
- 1990. El escote de Maria Jaén. Traducció del català: Amorrada al piló.
- 1990. El amor de Marguerite Duras. Traducció del francès: Amour.
- 1991. Más grandes que el amor de Dominique Lapierre. Traducció del francès: Plus grands que l'amour.
- 1991. Viejo muere el cisne d'Aldous Huxley. Traducció de l'anglès: After many a summer.
- 1991. El Juego del agua y del fuego de Ya Ding. Traducció del francès: Le jeu de l'eau et du feu.
- 1992. La Egipcia de Gilbert Sinoué. Traducció del francès: L'Egyptienne.
- 1995. El Viento de la tarde de Jean d'Ormesson. Traducció del francès: Le vent du soir.
- 1997. Cada hombre en su noche de Julien Green. Traducció del francès:  Chaque home dans sa nuit.
- 2000. Jacques y su amo : homenaje a Denis Diderot en tres actos de Milan Kundera. Traducció del francès: Jacques et son maïtre.

## Autor de llibres de cuina
- 1960. Arte español de la comida.
- 1980. Cómo conocer la cocina española.
- 1987. España, entre trago y bocado : un viaje literario y gastronómico.